# Rumbia (Vera Cruz)
Rumbia ist ein Stadtteil der osttimoresischen Landeshauptstadt Dili im Verwaltungsamt Vera Cruz. Der Westteil liegt im Suco Caicoli (der früher nach dem Stadtteil ebenfalls Rumbia hieß), der Ostteil seit 2015 im Suco Mascarenhas.
Die Nordgrenze Rumbias zum Stadtteil Borohun bildet die Rua do Mercado Municipal, die Westgrenze zum Stadtteil Caicoli die Rua Palácio das Cinzas und die Ostgrenze zu Quintal Qik (Suco Santa Cruz) die Avenida Bispo Medeiros. Südlich der Straßen Travessa de Tahu Mamar, Rua de Tais Feto und Rua de Mascarenhas befindet sich der Stadtteil Bispo Medeiros, wobei das Gebiet auf dem die Universidade de Díli (UNDIL) liegt zu Rumbia gehört und südlich davon bereits der Stadtteil Quintal Bot anschließt. Die Travessa de Rumbia  führt von Westen zu dem Stadtviertel, verläuft aber nicht hindurch.
Weitere Einrichtungen in Rumbia sind im Westen das Hauptgebäude des Gesundheitsministeriums im Palácio das Cinzas, der Sitz der FONGTIL und die Satellitenstation der Timor Telecom. Im Ostteil befinden sich das Indonesische Kulturzentrum und der Sitz der Alola Foundation.